# TAFIC
El Tati African Football Independent Club (en español: Club de Fútbol Africano Independiente de Tati), conocido simplemente como TAFIC, es un equipo de fútbol de Botsuana que milita en la Liga botswanesa de fútbol, la liga de fútbol más importante del país.

## Historia
Fue fundado en el año 1959, en la ciudad de Francistown y es el equipo de fútbol más viejo de Botsuana y uno de los equipos con mayor cantidad de seguidores en el país, pero a pesar de eso, nunca han sido campeones de la máxima categoría. Ha sido finalista de tres torneos de copa.
A nivel internacional han participado en 1 torneo continental, en la Recopa Africana 1993, en donde fueron eliminados en la ronda preliminar por el Liverpool Okahandja de Namibia

## Rivalidades
La principal rivalidad del TAFIC es con el ECCO City Greens, fundado en el 2003, que es de la misma ciudad y que a diferencia del TAFIC, sí ha sido campeón de la máxima categoría. Protagonizan el llamado Derby de Francistown.

## Palmarés
- Copa Desafío de Botsuana: 0
  - Finalista: 2

1992, 2002
- Copa Independencia de Francistown: 0
  - Finalista: 1

2006

## Participación en competiciones de la CAF
| Temporada | Torneo          | Ronda      | Club                | Casa | Visita | Global |
| --------- | --------------- | ---------- | ------------------- | ---- | ------ | ------ |
| 1993      | Recopa Africana | Preliminar | Liverpool Okahandja | 1-1  | 0-1    | 1-2    |

## Jugadores destacados
| - "Two Mins" - "Hero" - Phuthego Medupe - "b2" - "Wrist" - "Pro" "Nno" "Mabona" - Lovemore Mokgweetsi | - "Jomo" - City Motlhatlhedi - "Matoni" - "Pro" - Teenage Rantshotlhe - "BB" - Senjoba Senjoba |